# Broeders van de Vrije Geest
Broeders van de Vrije Geest ook Broeders en Zusters van de Vrije Geest waren geloofsgroepen in de middeleeuwen die 2 Korintiërs 3:17 uit de Heilige Schrift als grondbeginsel hadden: Waar de Geest des Heeren is, aldaar is vrijheid. Tijdens het Concilie van Vienne in 1311-1312 werden deze groepen als ketters veroordeeld.

## Geschiedenis
Het eerste onderzoek naar een bijzondere groep van mystiekers die in Zwaben, meer bepaald in Ries verbleef en die van ketterij werd verdacht, gebeurde door Albert de Grote. De groep hield voor dat in bijzondere gevallen de menselijke ziel de Mystieke Eenheid met God kon bereiken en dat de directe vereniging met God de Kerk overbodig maakte, onder meer de bemiddelende heilsbemiddeling van priesters en sacramenten. Daarbij kon bij iemand die direct met God was verbonden, wat hij ook deed, geen kwestie meer zijn van zonde. Wetten en morele voorschriften waren op hem niet meer toepasselijk.
Door deze laatste gevolgtrekking werden de aanhangers verdacht van immoraliteit en weldra ook van immorele daden beschuldigd. De beschuldigingen zijn alleen bekend door de documenten die de aanklagers nalieten en het is niet onmogelijk dat het om misverstanden ging of om kwaadwillige overdrijvingen. Nagelaten documenten zijn bijvoorbeeld de ondervragingen van de begaard Johannes Hartmann en de voormalige begaard Johannes de Brünn.
De mystica Margareta Porete werd van dit soort ketterijen beschuldigd en eindigde op de brandstapel vanwege haar werk Miroir des simples âmes. Hierin schreef ze dat wie verenigd was met God geen immorele daden meer zou stellen, maar daaruit werd ten onrechte geconcludeerd dat ze voorhield dat immorele daden bij zo een persoon automatisch als moreel waren te beschouwen. Dit was echter geenszins haar bedoeling. Die het er veiliger van afbracht was Machteld van Magdeburg.
De Broeders en Zusters van de Vrije Geest hadden voor de meesten onder hen niets te maken met het pantheïsme van sommige theologen zoals Amalrich van Bena. Het was alvast geen georganiseerde sekte maar het ging om individuen die tot gelijklopende conclusies kwamen. Het ging in de meeste gevallen om rechtzinnige mystiekers die er naar streefden hun individuele relatie met God te intensifiëren.
De beroemde mysticus Meester Eckhart werd van gelijkaardige ketterse overtuigingen verdacht. Na zijn dood werd een langdurig proces beëindigd met de aanwijzing van enkele als ketters beschouwde uitspraken. Zelfs Hadewych en Ruusbroec moesten zich tegen dergelijke verdenkingen verdedigen. De sekte van de Homines intelligentiae werd in 1411 te Brussel in verband met vrijgeesterij vervolgd.
Anderzijds werden de zienswijzen van de aanhangers van de Vrije Geest bestreden door theologen zoals Jordanus van Quedlinburg, of door mystici zoals Johannes Tauler.